# Danijel Šarić
|  | No s'ha de confondre amb Daniel Šarić. |

Danijel Šarić (Doboj, Bòsnia i Hercegovina, 27 de juny de 1977) és un jugador d'handbol de Bòsnia. Juga a la posició de porter i mesura 1,94 m. Actualment juga al FC Barcelona.
La temporada 2013-2014, va guanyar cinc títols amb el FC Barcelona, en un gran any en què l'equip només no va poder guanyar la Copa d'Europa, i a la Lliga ASOBAL va guanyar tots 30 partits disputats, amb un nou rècord de gols, 1146.